# Клеопатра (дочь Борея)
Клеопатра (др.-греч. Κλεοπάτρα) — персонаж древнегреческой мифологии, дочь Борея и жена фракийского царя Финея, связанная с мифом об аргонавтах.

## В мифологии

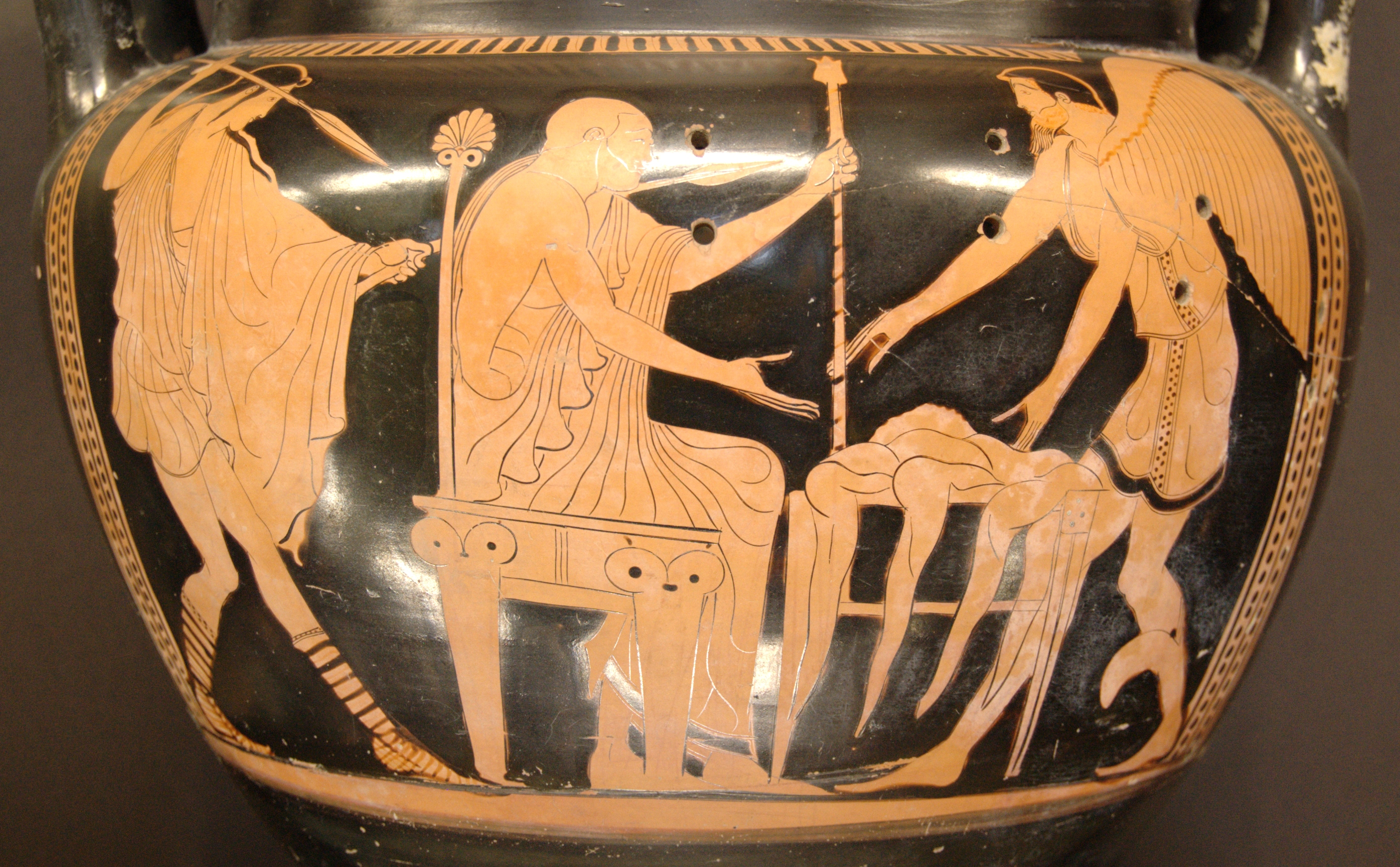
Финей и Бореады

Клеопатра была дочерью бога северного ветра Борея и афинской царевны Орифии, сестрой Бореадов Зета и Калаида, а также Хионы. Она стала женой царя Финея, правившего Салмидессом во Фракии, на берегу Понта Евксинского (современное Чёрное море). Клеопатра родила двух сыновей, причём мнения античных авторах об именах царевичей расходятся: У Псевдо-Аполлодора это Плексипп и Пандион, у автора схолиев к «Антигоне» Софокла — Теримбас и Аспонд, в схолиях к Аполлонию Родосскому — Орифий и Крамбос или Парфений и Крамбис, в ещё одном источнике — Полимед и Клитий.
Позже Финей взял себе другую жену — дочь скифского царя Дардана Идею. Эта женщина начала притеснять свою предшественницу и пасынков. Она обвинила царевичей в том, что они пытались её изнасиловать; Финей ей поверил и, по разным версиям, либо убил Клеопатру с сыновьями, либо ослепил их, либо просто заточил. Позже Гелиос в наказание за это лишил Финея зрения. По одной из версий мифа, когда аргонавты сделали в Салмидессе остановку на пути в Колхиду, бывшие в их числе Зет и Калаид отомстили за сестру. Они убили Финея (по ещё одной версии, это сделал Геракл), а Клеопатра получила свободу. Царская власть перешла к её сыновьям, либо они передали власть матери, а сами присоединились к аргонавтам.

## В литературе
Миф о Финее и его семье разрабатывали драматурги Эсхил и Софокл, лирик Тимофей Милетский. От соответствующих произведений остались только небольшие фрагменты.